# Héritas
Héritas es una empresa argentina de investigación y desarrollo en el sector de la medicina personalizada y de precisión. Es propiedad de la empresa de biotecnología Bioceres y del laboratorio CIBIC. Se especializa en investigación traslacional en genómica clínica, microbioma humano y genómica de la reproducción.

## Historia
En agosto de 2015, Bioceres y el laboratorio CIBIC se asocian para crear la empresa Héritas con base en Rosario. Un año después anuncian una inversión de 40 millones de pesos para adquirir tecnología para investigaciones genómicas. Esta inversión se realiza a través del Programa de Fomento de la Inversión Emprendedora en Tecnología (PROFIET), del MINCyT.
En enero de 2016. el equipo de Héritas recibió a un paciente que había tenido un desarrollo normal hasta los seis meses pero luego presentó convulsiones, microcefalia y retraso madurativo.  Los médicos no podían encontrar el diagnóstico específico pero los análisis de exoma completo permitieron determinar que se trataba de una variante de Síndrome de Rett Atípico conocida como FoxG1.
Uno de los proyectos de la empresa es el estudio del microbioma, para lo cual en 2016 realizaron un estudio en 200 personas de Paraná, Rosario, Venado Tuerto y Córdoba que permitió conocer como las especies de bacterias y las proporciones en las que aparecían variaban dentro de las zonas analizadas.